# Menetelés Rómába
| 0. Lengyel–ukrán háború                                  | 1918. | 11. 01. - 1919. 07. 18.  |
| 1. Versailles-i békeszerződés                            | 1919. |                          |
| 2. Lengyel–szovjet háború                                | 1919. | 02. 14. - 1921. 03. 18.  |
| 3. Trianoni békeszerződés                                | 1920. |                          |
| 4. Rapallói egyezmény                                    | 1920. | november 12.             |
| 5. Francia–lengyel katonai szövetség (en)                | 1921. | február 16.              |
| 6. Rigai béke (en)                                       | 1921. | március 18.              |
| 7. Menetelés Rómába                                      | 1922. | október 28 - 29.         |
| 8. Korfui összetűzés (olasz-görög) (en)                  | 1923. | aug. - szept.            |
| 9. Müncheni sörpuccs                                     | 1923. | november 8.              |
| 10. A Ruhr-vidék francia–belga megszállása (en)          | 1923. | - 1925.                  |
| 11. Libia megszállása - Második olasz–líbiai háború (en) | 1923. | - 1932.                  |
| 12. Mein Kampf (Harcom) megjelenése                      | 1925. |                          |
| 13. Dawes-terv (en)                                      | 1924. |                          |
| 14. Locarnói egyezmény                                   | 1925. | december 01.             |
| 15. Young-terv (en)                                      | 1929. |                          |
| 16. Nagy gazdasági világválság                           | 1929. | október 24. – 1941.      |
| 17. Mandzsúria japán lerohanása (en)                     | 1931. | 09. 18. - 1932. 02. 26.  |
| 18. Mandzsukuo megszállása                               | 1931  | – 1942.                  |
| 19. Sanghaj-i január 28-i összetűzés (en)                | 1932. | 01. 28. – 03. 03.        |
| 20. Szovjet–lengyel megnemtámadási egyezmény             | 1932. | július 25.               |
| 21. Genfi leszerelési világértekezlet (en)               | 1932. | 02.02. - 1934.06.11.     |
| 22. Első hopeji hadjárat/A nagy fal védelme (en)         | 1933. | 01.01 - 05.31.           |
| 23. Belső-mongóliai hadjárat (en)                        | 1933. | - 1936.                  |
| 24. Hitler lesz a kormányfő és az államfő is egyben      | 1933. | - 1934.                  |
| 25. A tanggui fegyverszünet (en)                         | 1933. | május 31.                |
| 26. Németország újrafelfegyverzése elindul (en)          | 1933. | július 12.               |
| 27. Olasz–szovjet egyezmény (en)                         | 1933. | szeptember 2.            |
| 28. Belső-mongóliai hadjárat (en)                        | 1933. | ápr.- 1936. dec.         |
| 29. Németország elhagyta a leszerelési értekezletet (en) | 1933. | október 14.              |
| 30. Németország kilép a Nemzetek Szövetségéből (en)      | 1933. | okt. 19. - nov. 12.      |
| 31. Német–lengyel megnemtámadási egyezmény               | 1934. | január 26.               |
| 32. A Saar-vidéki népszavazás/visszatérés Németországhoz | 1935. | január 13.               |
| 33. Kötelező sorozás kezdődik Németországban újra (en)   | 1935. | március 16.              |
| 34. Francia–szovjet segítségnyújtási szerződés (en)      | 1935. | május 2.                 |
| 35. Szovjet–csehszlovák segítségnyújtási szerződés (en)  | 1935. | május 16.                |
| 36. He-Umezu egyezmény (en)                              | 1935. | 06. 10. - 1937. 07. 07.  |
| 37. Angol–német tengerészeti egyezmény (en)              | 1935. | június 18.               |
| 38. December 9-i megmozdulások Pekingben (en)            | 1935. | december 9.              |
| 39. Második olasz–etióp háború (abesszíniai háború)      | 1935. | 10. 3.- 1937. 02. 19.    |
| 40. A Rajna-vidéki bevonulás (en)                        | 1936. | március 7.               |
| 41. Spanyol polgárháború kezdete                         | 1936. | júl. 17. - 1939. ápr. 1. |
| 42. A Berlin–Róma-tengely (német–olasz egyezmény)        | 1936. | október 27.              |
| 43. Antikomintern paktum                                 | 1936. | november 25.             |
| 44. Suiyuan hadjárat (en)                                | 1936. | október - november       |
| 45. Hsziani válság (en)                                  | 1936. | december 12-26.          |
| 46. Második kínai–japán háború                           | 1937. | - 1945.                  |
| 47. A USS Panay-incidens (en)                            | 1937. | december 12.             |
| 48. Ausztria bekebelezése (Anschluss)                    | 1938. | március 12.              |
| 49. Májusi válság (német–cseh határ) (en)                | 1938. | május 19 - 23.           |
| 50. Haszan-tavi csata/Csangkufengi összecsapás           | 1938. | júl. 29. - aug. 11.      |
| 51. Német–csehszlovák kisháború (Ordnersgruppe) (en)     | 1938. | szeptember 16 - 17.      |
| 52. Müncheni egyezmény                                   | 1938. | szeptember 29.           |
| 53. A Szudéta-vidék Birodalomhoz csatolása (en)          | 1938. | október 01 - 10.         |
| 54. Első bécsi döntés                                    | 1938. | november 02.             |
| 55. A Szlovák Köztársaság kikiáltása                     | 1939. | március 14.              |
| 56. Csehszlovákia német megszállása (en)                 | 1939. | március 15.              |
| 57. Litvánia náci megfenyegetése, Memel elcsatolása (en) | 1939. | március 20 - 22.         |
| 58. Magyar–szlovák kis háború                            | 1939. | március 23 - 31.         |
| 59. A spanyol polgárháború végső hadműveletei (en)       | 1939. | március 26. - április 1. |
| 60. Danzigi válság (en)                                  | 1939. | március - augusztus      |
| 61. Angol függetlenségi garancia Lengyelországnak (en)   | 1939. | március 31.              |
| 62. Albánia olasz lerohanása (en)                        | 1939. | április 7-12.            |
| 63. Szovjet–angol–francia tárgyalások Moszkvában (en)    | 1939. | ápr. 15.- aug. 21.       |
| 64. Német–olasz barátsági és katonai szerződés           | 1939. | május                    |
| 65. Halhín-goli csata                                    | 1939. | május - szeptember       |
| 66. Molotov–Ribbentrop szerződés                         | 1939. | augusztus 23.            |
| 67. Lengyelország német lerohanása                       | 1939. | szept. 1. - okt. 6.      |

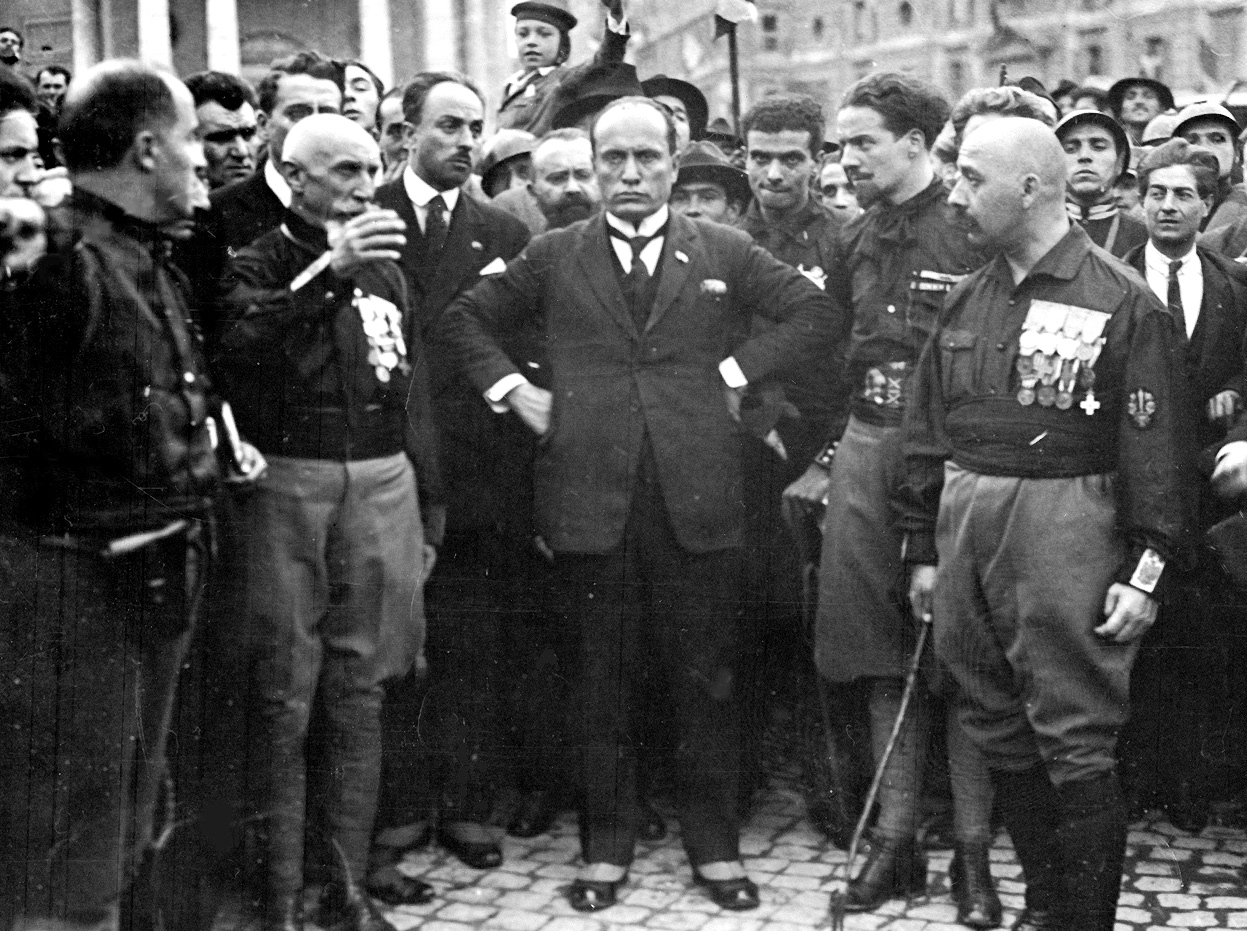
Mussolini a quadrumvirátus három tagjával (Emilio de Bono, Italo Balbo, Cesare Maria De Vecchi) a menetelés idején

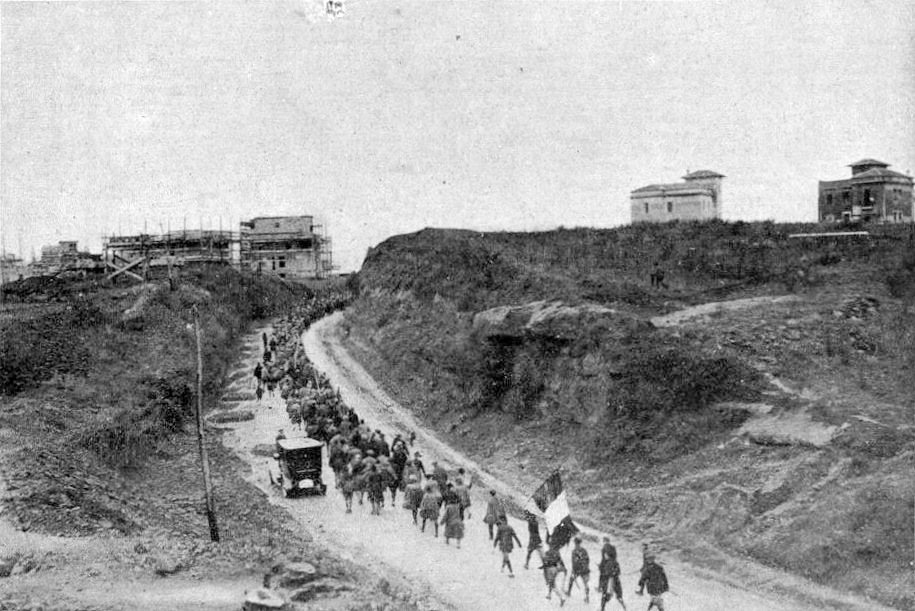
Róma felé menetelő fasiszták

A menetelés Rómába (olaszul: marcia su Roma) a Benito Mussolini vezette fasiszták hatalomátvételének szimbolikus aktusa volt 1922. október 31-én.

## Előzmények
1919-ben a szocialistából jobboldalivá vált Mussolini vezetésével megalakult az összefogást szimbolizáló fascest jelképül választó Fascio di Combattimento (Harci Fascio), amely eleinte baloldali-nacionalista egyveleg programmal rendelkezett, de nem hívta fel magára a közvélemény figyelmét. El is bukott a választásokon, ami ideológiai váltáshoz vezetett. A győztes szocialisták szervezkedését rossz szemmel néző milánói városvezetés vette először igénybe a bolsevikellenességüket hangoztató fasiszták segítségét, akik örömmel vettek részt fegyveres csapataikkal (squadrák) a választások óta rendszeressé váló csetepatékban. A baloldaliak kiléptek a fascióból, az 1920 májusában elfogadott új program pedig leszámolt a korábbi baloldali törekvésekkel. Deklarálták, hogy a külpolitikában a világháború veszteseit fogják támogatni a hálátlan győztesek helyett. Még a Vatikánnal való viszony is megváltozott: Mussolini az egyházzal jó kapcsolatokat kívánt ápolni.
1921-ben Mussolini a fenyegető szocializmusra és a fasiszták fontos rendfenntartó szerepére hivatkozva belépett a többségében polgári pártokat tömörítő Nemzeti Blokkba. Ekkor már rengeteg híve volt: fascióiban vagy 200-250 000 ember tömörült. A közelgő választások kampányidőszakában a squadrák rászabadultak a nagyobb városokra, ahol példátlan, 105 halálos áldozatot követelő erőszakhullámot indítottak a szocialisták ellen. A választásokat a Nemzeti Blokk megnyerte, a parlamentbe pedig 35 fasiszta képviselő került – épp annyi, amivel sakkban lehetett tartani a kormányt (ha a fasiszták kivonultak volna a Blokkból, a kormánypárt fölénye megszűnt volna). Minden eshetőségre felkészülve Mussolini megbékélési paktumot kötött a PSI-vel, azonban miután az végleg elhatárolódott a kormányban való részvételtől, ezt semmisnek tekintette. Az eset zavart keltett a fasiszták soraiban, ám a helyzet rendeződött az 1921 novemberében tartott pártkongresszuson, ahol bejelentették, hogy a Fascio di Combattimento párttá (Nemzeti Fasiszta Párt, PNF) szerveződik Mussolini irányítása alatt. Ekkor deklarálták a jobboldali diktatúra kiépítésének célját. Erre azonban még egy évet kellett várni.
1921 végén a PNF 320 000 taggal rendelkezett, ez azonban édeskevés volt a baloldali szervezetek mintegy kétmilliós táborához képest. A parlamenti képviselet is csekély volt ahhoz, hogy arra alapozva át lehessen venni a hatalmat. Mussolini kettős játszmába kezdett: egyfelől továbbra is fenntartotta a PNF „vörösverő” imázsát, másfelől pedig igyekezett megszerezni a társadalom vezető rétegeinek (nagytőke, hadsereg, egyház) rokonszenvét is. A római menetelés egyik közvetlen előzményeként 1922. október 2-án a feketeingesek bevonultak Bolzanóba, ahol megbuktatták a város utolsó német ajkú polgármesterét. Italo Balbo szerint ez jelentős szerepet játszott abban, hogy a fasiszta vezetőség úgy döntött, Róma ellen vonul.

## A hatalomátvétel
Csak 1922 októberében került sor cselekvésre, amikor Luigi Facta miniszterelnök tervbe vette a szocialisták bevonását a kormányba. Október 24-én Nápolyban összeült a fasiszta nagygyűlés, hogy megtárgyalja a főváros elleni felvonulás részleteit. Katonai terv azonban nem létezett, és a nagyjából 26 000 főt számláló gyengén felszerelt, utánpótláshiánnyal küszködő és egymással összeköttetésben nem álló fasiszta csapatok nem tudtak volna ellenállni a reguláris olasz hadseregnek. A menetelés katonai részénél jóval nagyobb jelentősége volt a politikai manővereknek, amit Mussolini ügyes taktikázással vitt véghez. A fasiszta vezetők végül október 27-én mozgósították fegyvereseiket. Az akció lebonyolítását egy négy ún. quadrumvirből álló bizottságra, Emilio de Bonóra, Cesare Maria De Vecchire, Italo Balbóra és Michele Bianchira bízták. Az országot körzetekre osztották fel, és a fasiszták több nagyvárosban (Perugia, Milánó, Bologna) átvették a hatalmat, miközben nem ütköztek számottevő ellenállásba. 
A Róma felé induló fasiszta fegyveresek pánikot keltettek a fővárosban. Facta kormányának megmentésén a liberális Giovanni Giolitti fáradozott, aki azonban nyitott volt a Mussolinivel való együttműködésre is. III. Viktor Emánuel királyt késve értesítették az eseményekről, így csak 27-én este tért vissza Rómába és kész volt a kemény fellépésre, elutasítva Facta lemondását. A miniszterelnök másnap az ostromállapot kihirdetése mellett döntött, de ezt a király nem írta alá, a megegyezésre törekedve. Döntésében szerepet játszhatott az is, hogy tudomására jutott, unokatestvére Emanuele Filiberto szimpatizál a fasisztákkal. Facta már nem volt képes új kormányt alakítani, utódjaként szóba került Vittorio Emanuele Orlando, Antonio Salandra és Giolitti. Mussolini ezzel kapcsolatos félelmeit úgy fogalmazta meg Cesare Rossinak, hogy „ha Giolitti visszajön, elbasztuk.”
Október 28-án már egy Salandra–Mussolini kormány tűnt valószínűnek. Végül Mussolini kapott lehetőséget kormányalakításra, amiről telefonon értesítették. Október 29-én híveit megelőzve Rómába sietett, ahol az uralkodó fogadta őt. Mindehhez nem volt szükség erőszakra, a marcia su Roma mégis megvalósult október 31-én egy demonstratív fasiszta díszfelvonulás formájában. Mussolini így különösebb erőszak nélkül, végeredményben törvényes eszközökkel lett Olaszország miniszterelnöke, hiszen a fasisztáknak volt parlamenti képviselete. Az október 31-én alakított kormányban három fasiszta miniszter kapott helyet.

## Következmények
Miniszterelnökként Mussolini új választójogi törvényt fogadtatott el (1923), példátlan csalásokkal megnyerte a választásokat (1924) és 1925-ben feloszlatta a parlamentet. Ezzel megkezdődött a totális fasiszta diktatúra kiépítése.